# Vanadi natiu
El vanadi natiu és un mineral de la classe dels elements natius, que pertany al grup del ferro.

## Característiques
El vanadi natiu és l'ocurrència natural del vanadi, amb fórmula química V. Cristal·litza en el sistema isomètric. Segons la classificació de Nickel-Strunz, el vanadi pertany a «01.AE: Metalls i aliatges de metalls, família ferro-crom» juntament amb els següents minerals: molibdè, crom, ferro, kamacita, tungstè, taenita, tetrataenita, antitaenita, cromferur, fercromur, wairauïta, awaruïta, jedwabita i manganès.
El vanadi en estat natural va ser trobat pert primera vegada al volcà Colima, a Jalisco (Mèxic). També se n'ha trobat a la mina Rhovan, al districte de Rustenburg (Sud-àfrica).